# Bristol Cars

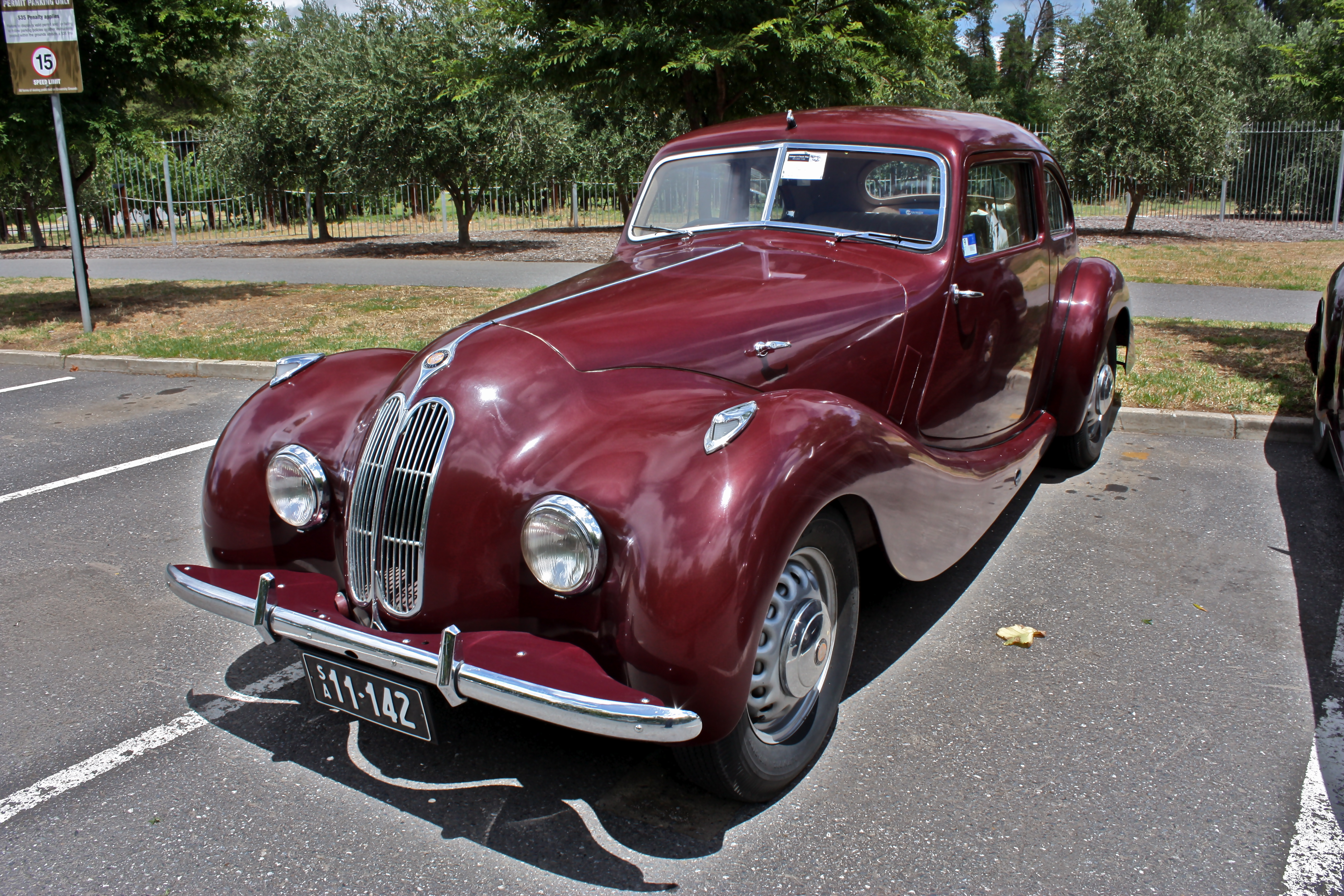
Bristol 400 (1946-1950)

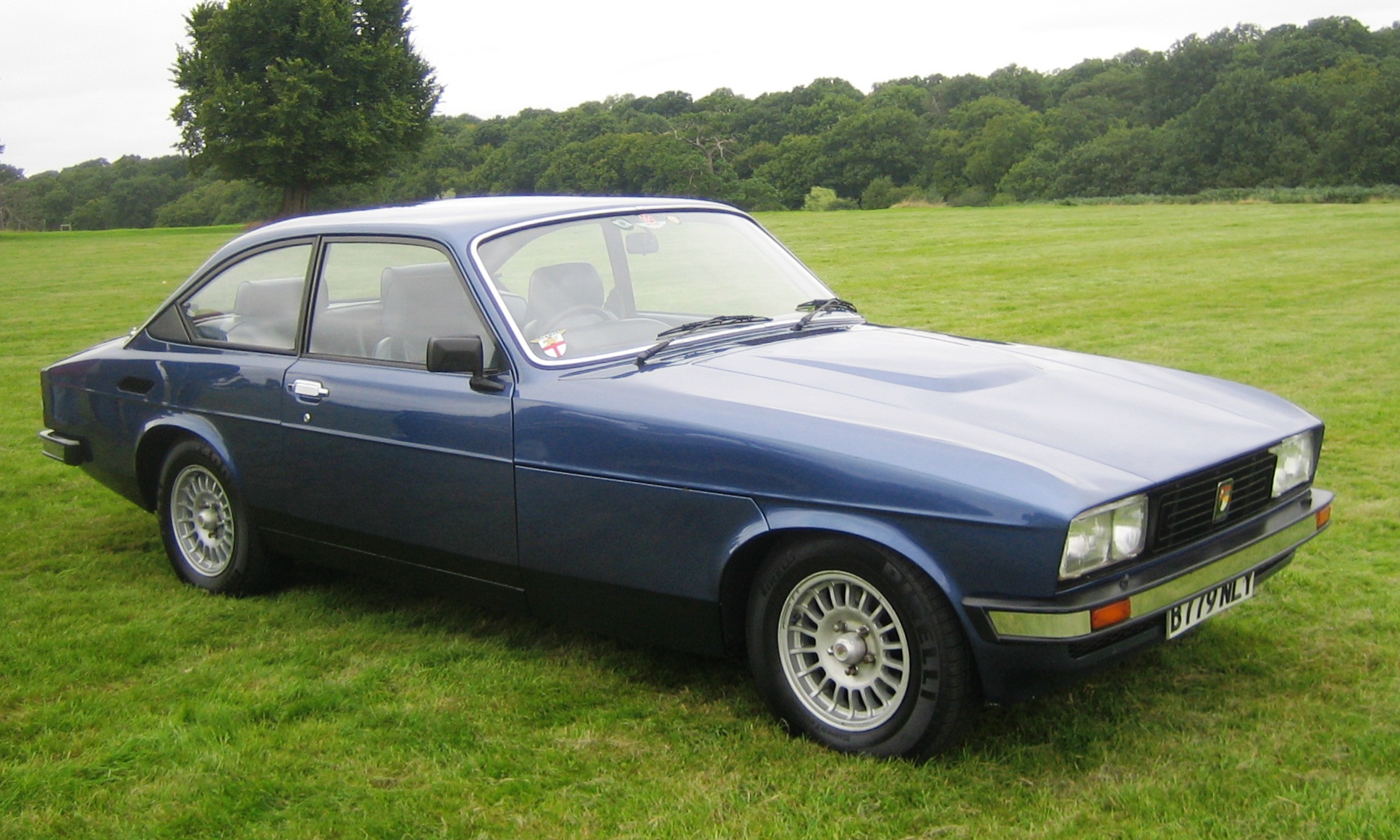
Bristol Brigand (1982-1994)

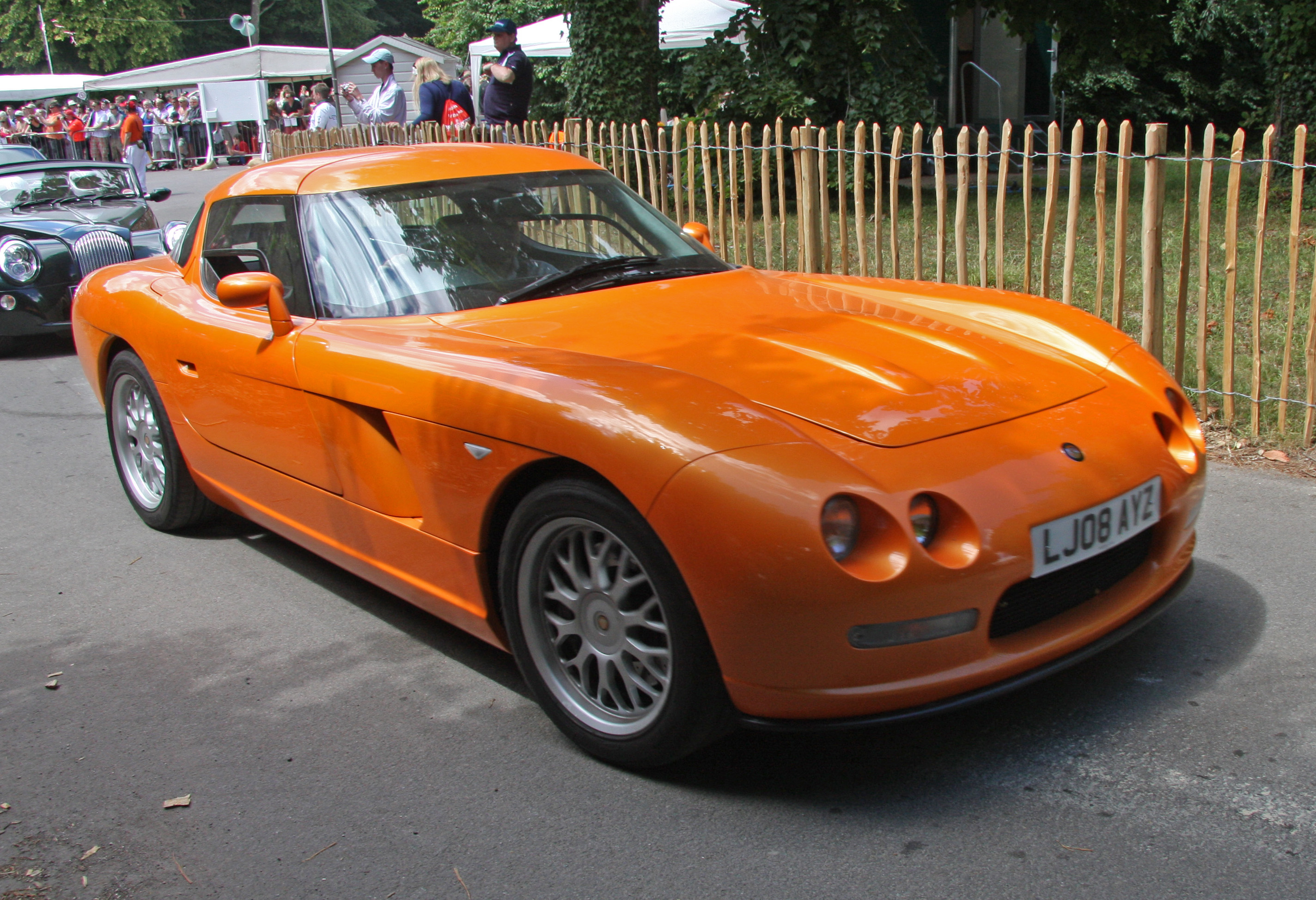
Bristol Fighter (od 2004)

Bristol Cars byla britská společnost vyrábějící luxusní automobily se sídlem ve Filtonu poblíž anglického města Bristol.

## Historie
Britská letecká společnost Bristol Aeroplane Company byla založena v roce 1910. Za druhé světové války proslula výrobou vojenských letadel Blenheim a Beaufighter. Na konci války bylo vedení firmy britskou vládou doporučeno, aby si nalezlo novou činnost, kterou by společnost mohla zajistit pracovní podmínky pro své dělníky. Tak se již v roce 1944 na silnicích objevil první prototyp vozu Bristol s označením 400. Do sériové výroby se dostal až o 3 roky později v roce 1947, kdy byl poprvé představen na autosalonu v Ženevě. Jednalo se o čtyřmístné kupé s aerodynamickou karoserií a šestiválcem BMW vyráběným v Británii.
Z továrny společnosti Bristol ve stejnojmenném městě dodnes vyjíždějí skvělá sportovní auta s klasickými tvary karoserie a s americkými motory Chrysler.
V dubnu 2011 zakoupila krachující Bristol Cars švýcarská společnost Kamkorp Autokraft.

## Modely
Společnost Bristol Cars přicházela téměř každý rok s novým modelem.

### Vozy s motory BMW
- Bristol 400 (1946–1950)
- Bristol 401 (1948–1953)
- Bristol 402 (1949–1950)
- Bristol 403 (1953–1955)
- Bristol 404 (1953–1955)
- Type 404X (1954–1958)
- Bristol 405 (1954–1958)
- Bristol 406 (1958–1961)
- Bristol 450 (1953–1955)

### Vozy s motory Chrysler
- Bristol 407 (1961–1963)
- Bristol 408 (1963–1965)
- Bristol 409 (1965–1967)
- Bristol 410 (1967–1969)
- Bristol 411 (1969–1976)
- Bristol 412/Beaufighter (1975–1993)
- Bristol Type 603 (od 1976)
  - Bristol 603 S1/S2 (1976–1981)
  - Bristol Britannia/Brigand (1982–1994)
  - Bristol Blenheim (od 1994)
- Bristol Fighter (od 2004)